# Nunatak

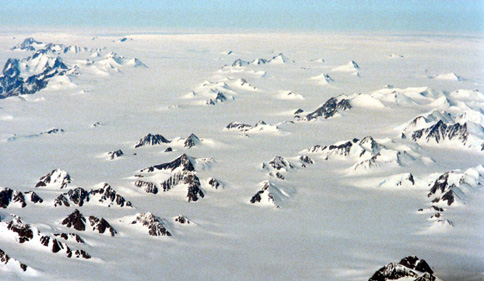
Nunataks en la costa oeste groenlandesa.

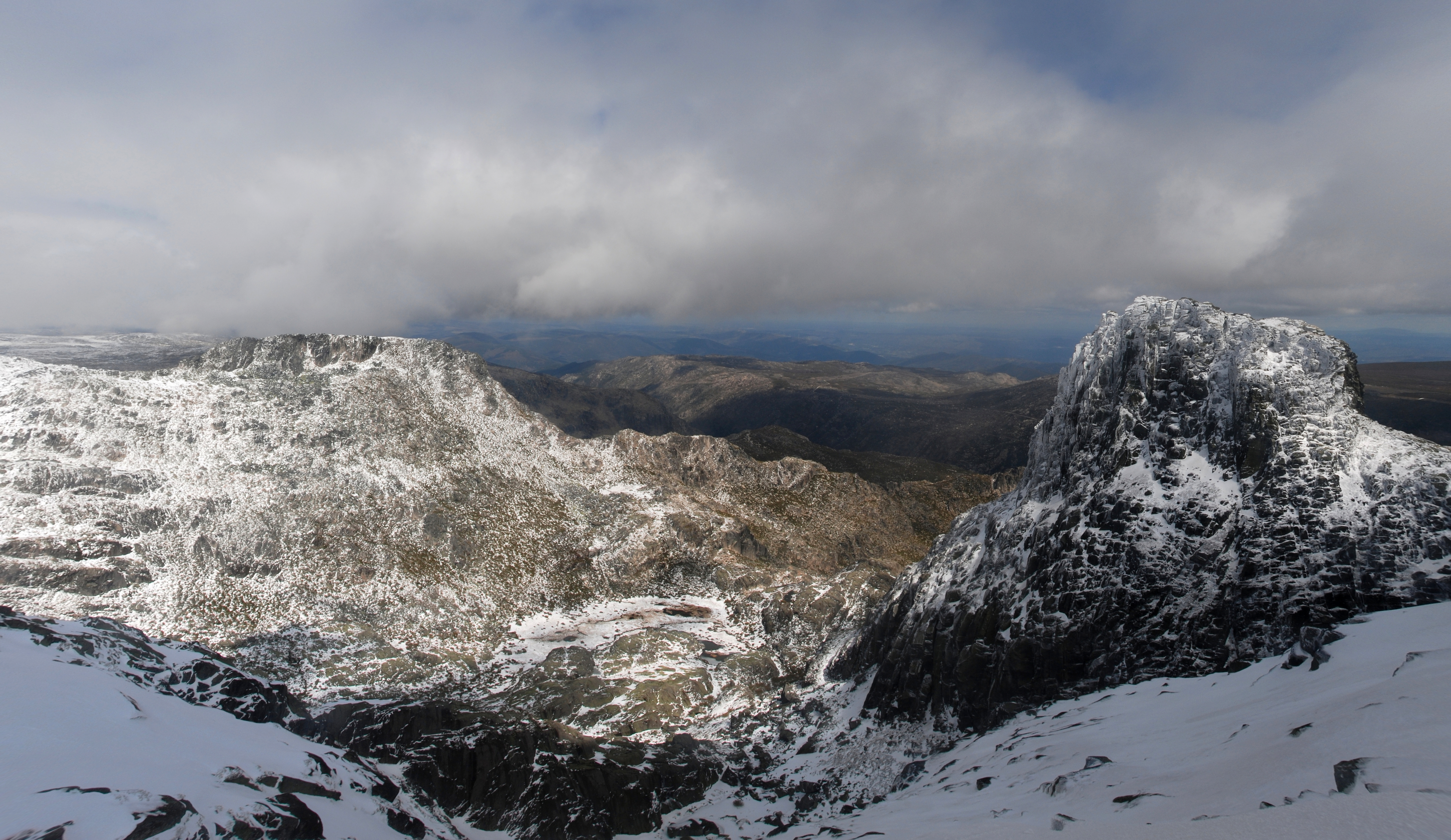
Cântaro Magro, Sierra de la Estrella, Portugal, formaba un nunatak durante la última era glacial y en la actualidad se encuentra expuesto.

Un nunatak (del inuktitut: pico solitario [nunattak]) es un pico montañoso que se encuentra rodeado por un campo de hielo; el término ha sido usado en idiomas europeos occidentales desde la década de los años 1880. 
La erosión provocada por los ciclos de deshielo hace que los nunataks normalmente posean una configuración anfractuosa y dura, en fuerte contraste con la progresiva erosión por acción glaciaria. La situación aislada del nunatak provoca en ocasiones el desarrollo de fauna y flora en condiciones muy similares a las insulares. Suelen utilizarse como puntos de referencia en medio de una gran extensión de hielo. Con frecuencia allí se asientan temporalmente las expediciones o se construyen bases permanentes; por ejemplo, la base antártica argentina Belgrano II se ubica sobre el Nunatak Bertrab.